# Ԍ (слово ћирилице)
Ԍ ԍ (искошено: Ԍ ԍ) је слово Молодцовљеве азбуке, верзије ћирилице која се користила за писање комског језика 1920-их. Представљао је безвучни алвеоло-палатинални сибилант .
Иако изгледа као латинично слово G (G g G g), нису повезани и више је сродно латиничном слову C.

## Рачунарски кодови
| Знак                      | Ԍ                                | Ԍ                                | ԍ                              | ԍ                              |
| ------------------------- | -------------------------------- | -------------------------------- | ------------------------------ | ------------------------------ |
| Назив у Уникоду           | CYRILLIC CAPITAL LETTER KOMI SJE | CYRILLIC CAPITAL LETTER KOMI SJE | CYRILLIC SMALL LETTER KOMI SJE | CYRILLIC SMALL LETTER KOMI SJE |
| Врста кодирања            | децимална                        | хексадецимална                   | децимална                      | хексадецимална                 |
| Уникод                    | 1292                             | U+050C                           | 1293                           | U+050D                         |
| UTF-8                     | 212 140                          | D4 8C                            | 212 141                        | D4 8D                          |
| Нумеричка референца знака | &#1292;                          | &#x50C;                          | &#1293;                        | &#x50D;                        |

## Слична слова
- С́ с́ : Ћирилично слово
- Ҫ ҫ : Ћирилично слово С са силазним словом
- Г г : Ћирилично слово